# Embalse del Nihuil
Embalse del Nihuil är en reservoar i Argentina.   Den ligger i provinsen Mendoza, i den centrala delen av landet, 900 km väster om huvudstaden Buenos Aires. Embalse del Nihuil ligger 1 300 meter över havet. Arean är 48 kvadratkilometer. Den sträcker sig 10,6 kilometer i nord-sydlig riktning, och 13,9 kilometer i öst-västlig riktning.
Omgivningarna runt Embalse del Nihuil är i huvudsak ett öppet busklandskap. Runt Embalse del Nihuil är det mycket glesbefolkat, med 5 invånare per kvadratkilometer.